# Ваља Мориј (Алба)
Ваља Мориј (рум. Valea Morii) насеље је у Румунији у округу Алба у општини Видра. Oпштина се налази на надморској висини од 663 m.

## Становништво
Према подацима из 2002. године у насељу је живело 147 становника, од којих су сви румунске националности.